# Daniel Dutuel
Daniel Dutuel (Bort-les-Orgues, 10 dicembre 1967) è un ex calciatore francese, di ruolo centrocampista.

## Palmarès

### Club

#### Competizioni internazionali
- Coppa Intertoto UEFA: 1

Bordeaux: 1995